# کندزیستی
کندزیستی یا آهسته زیستی (به انگلیسی: Slow Living) یک سبک زندگی است که افراد را به آهسته‌تر انجام دادن فعالیت‌های روزمرۀ زندگی تشویق می‌کند. منشأ این سبک زندگی، جنبش ایتالیایی غذای آهسته است که بر روی روش‌های سنتی تهیۀ غذا تأکید می‌کند. جنبش غذای آهسته در پاسخ به محبوبیت نوظهور فست‌فودها در دهه‌های ۱۹۸۰ و ۱۹۹۰ میلادی ایجاد شد. کندزیستی زیرشاخه‌های متعددی از جمله پول آهسته و شهر آهسته را، که به عنوان راه‌حل‌هایی برای پیامدهای منفی زیست‌محیطی سرمایه‌داری و مصرف‌گرایی، هم‌راستا با اهداف ایدئولوژی سبز ارائه می‌شوند، در بر می‌گیرد.